# Frank Wigglesworth Clarke
Frank Wigglesworth Clarke (født 19. marts 1847, død 23. maj 1931) var en amerikansk geokemiker, der beregnede og opdagede, at lidt over 47% af Jordens skorpe består af ilt.